# Jules Guérin
Pour les articles homonymes, voir Jules Guérin (homonymie).
Jules-Napoléon Guérin, né à Madrid le 14 septembre 1860 et mort à Paris le 12 février 1910, est un journaliste français, directeur de l'hebdomadaire L'Antijuif et qui fut au centre de l'affaire Fort Chabrol.

## Biographie
Né à Madrid en Espagne, il est le fils de Virginie Simyan et Pierre Guérin.

### Début de carrière
Son père, ingénieur, avait été appelé pour construire la première usine à gaz espagnole, commanditée par la Société des huiles minérales de Colombes dirigée par M. Mallet. Ce dernier va embaucher le jeune Jules ainsi que son frère Louis, vers 1877, comme jeunes apprentis. En août 1885, Jules y devient directeur du personnel. En janvier 1888, il est condamné par le tribunal de commerce pour concurrence déloyale vis-à-vis de la Société de Colombes ; il connaît par la suite quelques ennuis financiers dont une faillite jugée frauduleuse.

### Journaliste militant antisémite
En 1889, Jules Guérin rejoint la Ligue nationale anti-sémitique de France fondée par Drumont et Biez. Le marquis de Morès participant au financement de la ligue, il s'en rapproche et une amitié grandit ; il fonde ensuite une association, « Les Amis de Morès ».
A partir de 1893, il collabore au journal antisémite fondé par Édouart Drumont, La Libre Parole, ainsi que sa version illustrée, La Libre Parole illustrée.
Contre le Grand Orient de France, il fonde, en février 1897, la ligue antimaçonnique et antisémite, qu'il renommera en 1899 Grand Occident de France : elle est particulièrement active et virulente lors de l'affaire Dreyfus, qui devient une affaire nationale à partir de novembre 1894. Guérin est alors financé par le duc d'Orléans et par le millionnaire catholique Edmond Archdeacon.
En mai 1898, il fait huit jours de prison à Alger pour voies de fait, après avoir rencontré Max Régis, fondateur de L'Antijuif algérien.
Les tensions entre la direction de la Libre Parole et la Ligue antisémite amène Guérin à créer son propre journal : L'Antijuif en août 1898.
Guérin était également membre de la Ligue de la patrie française.

### Fort Chabrol
Il fut impliqué dans la coup d'État manqué de février 1899 mené notamment par Paul Déroulède ce qui lui valu d'être poursuivi pour complot contre la sûreté de l'État.
Du 12 août au 20 septembre 1899, il se réfugia alors dans l'immeuble qu'occupait l'organisation du Grand Occident de France dans la rue de Chabrol (siège de son journal) avec une douzaine d'hommes armés et y soutint un siège qui dura 38 jours (épisode dit du « Fort Chabrol »). L'épisode, où la garde républicaine et la police dirigée par le préfet Lépine apparurent inefficaces, suscita des railleries dans l'opinion publique. Jules Guérin fut arrêté après sa reddition et condamné en 1900 à une peine de dix ans de détention, commuée l'année suivante en bannissement ; le gouvernement de défense républicaine avait en effet décidé de poursuivre les meneurs en Haute Cour.

### Fin de vie
Les détestations et jalousies des différents protagonistes des évènements de 1899 rendait une nouvelle union des droites ou l'organisation de tentatives de coup d'état impossible. Jules Guérin poursuivra malgré tout son activité antisémite et sa propagande anti-dreyfusarde jusqu'à sa mort à Paris en 1910.
Domicilié à Ablon-sur-Seine, il meurt à Paris le 12 février 1910 rue Oudinot dans le 7e, laissant une veuve, Jeanne Rouvière, âgée de 32 ans au moment du décès.
D'après le témoignage de ses proches, Marcel Proust aurait assisté à ses obsèques. Il est enterré à Paris au cimetière de Montmartre. Sa tombe, restée sans nom pendant 80 ans, a été restaurée par l'Association Mémoire Jules Guérin.
Louis-Ferdinand Céline lui rend hommage dans Maudits soupirs pour une autre fois : « Le Fort Chabrol dans mon enfance… la rue barrée en face de l'église… en haut de la rue La Fayette. Ça me faisait repasser des souvenirs… J'écoutais plus leurs bêtises… C'était encore avec mon père après son bureau. Ils tiraillaient par les fenêtres, ils soutenaient un siège… des anarchistes… Je la voyais encore la rue… la rue vide… la barricade… on était montés de l'Opéra, enfin de notre Passage. C'était un événement terrible. Je crois que c'est les premiers coups de feu que j'ai entendus… Et puis du temps avait passé… Je me souvenais bien du nom de leur chef : Guérin… Mon père en parlait souvent… Et puis encore quelques années… Un dimanche d'hiver à Ablon en 1910, j'avais vu partir son cercueil sur un bachot. »

## Publications
- La faillite du socialisme, Paris, Guillaumin et Cie, 1902 (en ligne)
- Les Trafiquants de l'antisémitisme. La maison Drumont and C°, Paris, Félix Juven, 1905 (en ligne)

## Dans la fiction
Jules Guérin est interprété par Hubert Delattre dans la série française Paris Police 1900, qui développe plusieurs épisodes de sa vie, notamment lorsqu'il dirige le journal L'Antijuif, ou encore ses rapports familiaux et ses liens avec Édouard Drumont.
Dans la mini-série télévisée pour Antenne 2 Émile Zola ou la Conscience humaine  (1978) de Stellio Lorenzi, son rôle est joué par Jean-Pierre Bagot.